# トマス・ブロリン
トマス・ブロリン（Per Tomas Brolin, 1969年11月29日 - ）は、スウェーデン出身の元同国代表サッカー選手、ポジションはMF。

## クラブ経歴
1990年、ワールドカップイタリア大会のブラジル戦でのゴールで注目を集めて、大会終了後の1990-91シーズンにACパルマへ移籍した。移籍初年度から7ゴールを決めるなど、パルマでは中心選手として、しなやかで技術の高いプレーでファンからの支持を獲得した。1992-93シーズンのUEFAカップウィナーズカップ、1993-94シーズンのUEFAスーパーカップ、1994-95シーズンのUEFAカップを制するなど、クラブを欧州レベルに躍進させた。しかし、1995-96シーズン途中、以降出場機会が減ってことから、リーズ・ユナイテッドへと移籍した。しかし、ウイルキンソン監督との折り合いも悪く、活躍出来ないまま、FCチューリッヒへレンタル移籍した。1997年にレンタルでパルマに複帰、チームはこの年リーグ2位に入ったが、エンリコ・キエーザやエルナン・クレスポを中心としたチームにあって、殆ど出場機会を得られなかった。
引退後は彼の兄弟が所属するアマチュアクラブで一度だけプレーした（GKを務めた）後は完全にサッカー界から離れ、ビジネスマンとして『Undici』（背番号11の意、自身のパルマ在籍時の背番号が由来）というレストランの経営に携わっている。

## 代表経歴
1990年のFIFAワールドカップ・イタリア大会直前にスウェーデン代表に招集されると同年4月25日のウェールズとの親善試合で2得点の活躍、そのまま代表へ定着した。本大会では1次リーグ敗退に終わるが、ブラジル戦で1得点を挙げた。
スウェーデン代表として地元開催の1992年の欧州選手権では3得点を挙げて、大会得点王を獲得するとともに、チームはベスト4進出した。
1994年のワールドカップ・アメリカ大会ではダーリンとアンデションへ度々好パスを供給するなど、合計で4つのアシストを決め、3位入賞に貢献した 。1994年11月16日の欧州選手権予選ハンガリー戦で足首に重傷を負い、その後は一気に下降線を下った。また本人の太りやすい体質もあってか以前の鋭さを失い、代表からも外れクラブを転々とするようになり1998年に28歳で現役を引退した。

## 評価
前述のようにパルマやスウェーデン代表として数多くの成功を収め、選手として絶頂期にあった1994年に負った怪我は、ブロリンの選手生命を左右するものとなった。1995年に移籍したリーズ・ユナイテッドや1998年に移籍したクリスタル・パレスでは殆ど結果を残すことが出来ず、2007年にタイムズ誌が発表したプレミアリーグで最も期待外れに終わった選手50人の第2位にランクされている。

## タイトル

### クラブ
パルマAC
- コッパ・イタリア：(1991-92)
- UEFAカップウィナーズカップ：(1992-93)
- UEFAカップ：(1994-95)
- UEFAスーパーカップ：(1993)

### 個人
- グルドボレン：2回 (1990, 1994)
- UEFA欧州選手権得点王 : (1992)
- FIFAワールドカップ1994 オールスターチーム (1994)